# William Allen (regatista)
William Charles Allen (Mineápolis, 20 de diciembre de 1947) es un deportista estadounidense que compitió en vela en la clase Soling. Participó en los Juegos Olímpicos de Múnich 1972, obteniendo una medalla de oro en la clase de Soling.

## Palmarés internacional
| Juegos Olímpicos | Juegos Olímpicos | Juegos Olímpicos | Juegos Olímpicos |
| Año              | Lugar            | Medalla          | Clase            |
| ---------------- | ---------------- | ---------------- | ---------------- |
| 1972             | Múnich (RFA)     | Medalla de oro   | Soling           |